# لیجروود (داکوتای شمالی)
لیجروود(به انگلیسی: Lidgerwood) شهری در ایالت داکوتای شمالی کشور ایالات متحده آمریکا است که جمعیت آن در سرشماری سال ۲۰۱۰ میلادی، ۶۵۲ نفر بوده‌است.